# Eielsongletsjer
De Eielsongletsjer is een gletsjer in Nationaal park Noordoost-Groenland in het oosten van Groenland. De gletsjer mondt vanuit het westen uit in het Rypefjord (deel van het fjordencomplex Kangertittivaq), waar het de doorgang van het fjord blokkeert.
De Eielsongletsjer heeft een lengte van meer dan 50 kilometer en een breedte van ruim 3000 meter. Ten westen van de gletsjer ligt de Vinduegletsjer. Op 15 kilometer naar het noordoosten ligt de Syvsøstregletsjer. Ten noorden van de gletsjer ligt het Th. Sørensenland, ten oosten het Renland en ten zuiden het Grabenland.
De gletsjer is vernoemd naar Carl Benjamin Eielson.